# Landtagswahlkreis Duisburg I
Der Landtagswahlkreis Duisburg I ist ein Landtagswahlkreis in Duisburg in Nordrhein-Westfalen. Seit der Landtagswahl 2022 umfasst er den Stadtbezirk Süd und die Stadtteile Altstadt, Neudorf, Dellviertel, Hochfeld und Wanheimerort, die zum Stadtbezirk Mitte gehören.

## Landtagswahl 2022
Wahlberechtigt zur Landtagswahl 2017 waren 105.201 Einwohner des Wahlkreises. Die Wahlbeteiligung lag bei 54,1 %.
| Direktkandidat      | Erststimmen in % | Partei   | Zweitstimmen in % |
| ------------------- | ---------------- | -------- | ----------------- |
| Sarah Philipp       | 36,6 %           | SPD      | 33,0 %            |
| Petra Vogt          | 25,8 %           | CDU      | 26,7 %            |
| Julia Wenzel        | 19,2 %           | GRÜNE    | 19,3 %            |
| Kira Schulze Lohoff | 5,1 %            | FDP      | 4,9 %             |
| Nicola Dennisen     | 6,5 %            | AfD      | 6,0 %             |
| Matthias Brachvogel | 3,3 %            | LINKE    | 3,0 %             |
| Sonstige            | 3,5 %            | Sonstige | 7,1 %             |

## Landtagswahl 2017
Wahlberechtigt zur Landtagswahl 2017 waren 88.495 Einwohner des Wahlkreises. Die Wahlbeteiligung lag bei 66,0 %.
| Direktkandidat           | Erststimmen in % | Partei   | Zweitstimmen in % |
| ------------------------ | ---------------- | -------- | ----------------- |
| Sarah Philipp            | 40,1 %           | SPD      | 36,2 %            |
| Petra Vogt               | 29,6 %           | CDU      | 26,6 %            |
| Birgit Beisheim          | 5,1 %            | GRÜNE    | 5,5 %             |
| Phillip Becker           | 7,9 %            | FDP      | 10,7 %            |
| Britta Söntgerath        | 1,4 %            | PIRATEN  | 0,9 %             |
| Martina Ammann-Hilberath | 5,9 %            | LINKE    | 5,9 %             |
| Andreas Laasch           | 8,4 %            | AfD      | 9,3 %             |
| Sonstige                 | 1,8 %            | Sonstige | 4,9 %             |

Der Wahlkreis wird durch die direkt gewählte Wahlkreisabgeordnete Sarah Philipp (SPD), die dem Landtag seit 2012 angehört vertreten. Die CDU-Direktkandidatin Petra Vogt errang zunächst kein Mandat mehr, da die Landesliste ihrer Partei aufgrund der hohen Anzahl an Direktmandaten nicht zog. Sie rückte jedoch am 30. Juni 2017 für Jan Heinisch nach, der zum Staatssekretär im Kabinett Laschet ernannt worden war. Die bisherige Grünen-Abgeordnete Birgit Beisheim schied aus dem Parlament aus, da ihr Listenplatz 21 aufgrund der Verluste ihrer Partei nicht mehr zog.

## Landtagswahl 2012
Wahlberechtigt zur Landtagswahl 2012 waren 100.866 Einwohner des Wahlkreises. Die Wahlbeteiligung lag bei 61,0 %.
| Direktkandidat    | Erststimmen in % | Partei   | Zweitstimmen in % |
| ----------------- | ---------------- | -------- | ----------------- |
| Petra Vogt        | 23,1 %           | CDU      | 18,6 %            |
| Sarah Philipp     | 52,6 %           | SPD      | 49,4 %            |
| Birgit Beisheim   | 9,0 %            | GRÜNE    | 10,6 %            |
| Holger Ellerbrock | 3,5 %            | FDP      | 6,0 %             |
| Sylvia von Häfen  | 3,7 %            | LINKE    | 3,3 %             |
| Frank Leiendecker | 8,0 %            | PIRATEN  | 7,3 %             |
| -                 | -                | Sonstige | 4,8 %             |

## Landtagswahl 2010
Wahlberechtigt zur Landtagswahl 2010 waren 101.403 Einwohner des Wahlkreises. Die Wahlbeteiligung lag bei 61,9 %.
| Direktkandidat     | Erststimmen in % | Partei   | Zweitstimmen in % |
| ------------------ | ---------------- | -------- | ----------------- |
| Thomas Mahlberg    | 31,2 %           | CDU      | 27,7 %            |
| Gisela Walsken     | 44,3 %           | SPD      | 41,2 %            |
| Carmen Müller      | 10,2 %           | GRÜNE    | 11,6 %            |
| Holger Ellerbrock  | 2,8 %            | FDP      | 4,3 %             |
| Marc Mulia         | 6,7 %            | LINKE    | 6,9 %             |
| Thomas Laubenstein | 0,3 %            | BüSo     | 0,1 %             |
| Sylvia Hasenmeyer  | 1,5 %            | MUT      | 1,1 %             |
| Erich Christ       | 3,0 %            | pro NRW  | 2,9 %             |
| -                  | -                | Sonstige | 4,2 %             |

## Landtagswahl 2005
Wahlberechtigt zur Landtagswahl 2005 waren 102.188 Einwohner des Wahlkreises. Die Wahlbeteiligung lag bei 65,5 %.
| Direktkandidat       | Partei         | Stimmen in % |
| -------------------- | -------------- | ------------ |
| Gisela Walsken       | SPD            | 45,2         |
| Thomas Mahlberg      | CDU            | 37,3         |
| Holger Ellerbrock    | FDP            | 3,9          |
| Gabriela Wessel      | GRÜNE          | 6,4          |
| Andreas Dojahn       | REP            | 0,7          |
| Margareta Fink       | PDS            | 1,6          |
| Carsten Lauschke     | BüSo           | 0,3          |
| Karl Wilhelm Weise   | NPD            | 1,0          |
| Sönke Schumann       | WASG           | 2,3          |
| Ernst Kessel         | AMP            | 0,5          |
| Harald Heinz Jeschke | Einzelbewerber | 0,8          |

## Wahlkreissieger
| Jahr | Wahlkreisname   | Gebiet                                                                     | Direktmandat     | Partei |
| ---- | --------------- | -------------------------------------------------------------------------- | ---------------- | ------ |
| 1947 | 69 Duisburg-Süd | Teile von Duisburg                                                         | Heinrich Weitz   | CDU    |
| 1950 | 69 Duisburg-Süd | Teile von Duisburg                                                         | Karl Harzig      | SPD    |
| 1954 | 69 Duisburg-Süd | Teile von Duisburg                                                         | Artur Teich      | SPD    |
| 1958 | 69 Duisburg I   | Duisburg (südlicher Teil)                                                  | Arnold Masselter | SPD    |
| 1962 | 69 Duisburg I   | Duisburg (südlicher Teil)                                                  | Arnold Masselter | SPD    |
| 1966 | 72 Duisburg I   | Duisburg (südlicher Teil)                                                  | Arnold Masselter | SPD    |
| 1970 | 72 Duisburg I   | Duisburg (südlicher Teil)                                                  | Fritz Holthoff   | SPD    |
| 1975 | 72 Duisburg I   | Duisburg (südlicher Teil)                                                  | Ludwig Eichhorn  | SPD    |
| 1980 | 66 Duisburg I   | Stadtbezirk Süd und Wanheimerort                                           | Ludwig Eichhorn  | SPD    |
| 1985 | 66 Duisburg I   | Stadtbezirk Süd und Wanheimerort                                           | Ludwig Eichhorn  | SPD    |
| 1990 | 66 Duisburg I   | Stadtbezirk Süd und Wanheimerort                                           | Charlotte Kann   | SPD    |
| 1995 | 66 Duisburg I   | Stadtbezirk Süd und Wanheimerort                                           | Charlotte Kann   | SPD    |
| 2000 | 66 Duisburg I   | Stadtbezirk Süd und Wanheimerort                                           | Charlotte Kann   | SPD    |
| 2005 | 60 Duisburg I   | Stadtbezirk Süd, Duissern, Neudorf und Wanheimerort                        | Gisela Walsken   | SPD    |
| 2010 | 60 Duisburg I   | Stadtbezirk Süd, Duissern, Neudorf und Wanheimerort                        | Gisela Walsken   | SPD    |
| 2012 | 60 Duisburg I   | Stadtbezirk Süd, Duissern, Neudorf und Wanheimerort                        | Sarah Philipp    | SPD    |
| 2017 | 60 Duisburg I   | Stadtbezirk Süd, Duissern, Neudorf und Wanheimerort                        | Sarah Philipp    | SPD    |
| 2022 | 60 Duisburg I   | Stadtbezirk Süd, Altstadt, Neudorf, Dellviertel, Hochfeld und Wanheimerort | Sarah Philipp    | SPD    |